# أراتا سوجياما
أراتا سوجياما (باليابانية: 杉山 新) (25 يوليو 1980 في كاسوكابي في اليابان – )؛ هو لاعب كرة قدم ياباني سابق كان يلعب كمدافع.

## وصلات خارجية
- أراتا سوجياما على موقع رابطة كرة القدم اليابانية للمحترفين (اليابانية)
- أراتا سوجياما على موقع قاعدة بيانات كرة القدم.إي يو (الإنجليزية)
- أراتا سوجياما على موقع Soccerway.com (الإنجليزية)
- أراتا سوجياما على موقع عالم كرة القدم.نت (الإنجليزية)
- أراتا سوجياما على موقع كووورة